# Natukhàievskaia
Natukhàievskaia - Натухаевская (rus) - és una stanitsa del krai de Krasnodar, a Rússia. Es troba a la conca del riu Maskaga, entre la mar Negra i els contraforts de ponent del Caucas Occidental, a 24 km al nord-oest de Novorossiïsk i a 112 km al sud-oest de Krasnodar, la capital.
Pertanyen a aquest municipi els khútors de Léninski Put i Semigorski.